# Entephria deflavata
Entephria deflavata là một loài bướm đêm trong họ Geometridae.